# 2b2t
2b2t (hay 2builder2tools) là một máy chủ Minecraft trong tựa game Minecraft được khởi chạy lần đầu tiên vào tháng 12 năm 2012. 2b2t về cơ bản không có luật lệ và người chơi không bị cấm vĩnh viễn, được biết đến trong Minecraft là "máy chủ vô chính phủ". Do đó, người chơi thường tham gia vào việc phá hủy các sản phẩm của người chơi hoặc nhóm khác, được gọi một cách thông tục là "griefing", cũng như hack bằng phần mềm đã sửa đổi để giành lợi thế. 2b2t là máy chủ vô chính phủ lâu đời nhất trong Minecraft, cũng như là một trong số ít máy chủ của Minecraft vào năm 2010 đang chạy ở bất kỳ dạng nào. Máy chủ được thiết lập vĩnh viễn ở mức độ khó và chế độ PvP được bật. Đã có hơn 780.000 người chơi khám phá bản đồ được tạo theo thủ tục của nó, làm tăng kích thước tệp của nó lên gần 60 terabyte. 2b2t đã được mô tả trên các phương tiện truyền thông là máy chủ Minecraft tệ nhất do lượng người chơi và văn hóa xấu và độc hại của chúng.

## Tiền thân
2b2t được thành lập bởi Hausemaster và Kalash để chế giễu một server của tựa game Garry's Mod, 2f2f. Ban đầu, 2b2t là một Máy chủ không luật lệ trong tựa game Garry's Mod, nhưng sau khi chế độ kết nối mạng đa người chơi (Multiplayer) của Minecraft được ra đời, 2b2t đã được chuyển đổi từ một Máy Chủ của Garry's Mod thành một Máy Chủ trong Minecraft.

## Lịch sử
Trong một bài báo trên Rock, Paper, Shotgun của Brendan Caldwell, người chơi 2b2t James Rustles đã nói về nguồn gốc của 2b2t:
"Nó từng là một server trong Garry's Mod,.. Câu chuyện có thể được hiểu một cách đơn giản rằng: Có một anh bạn nào đó, trước kia đã từng khởi chạy một server trong Garry's Mod, nay khởi chạy một server Minecraft  với mục tiêu giống hệt với cái tiền thân của nó - một nơi mà ở đó bạn có thể làm mọi thứ mình muốn  - và nó (2b2t) sau này được giao lại cho một người bạn của anh ấy, người mà chúng ta biết đến với cái tên PlayUp5"
Máy chủ Minecraft 2b2t được thành lập vào cuối tháng 12 năm 2010. Danh tính của những người sáng lập nên server vẫn  là một bí ẩn, người ta chỉ biết đến họ thông qua các username. Người sáng lập nổi tiếng nhất có username tên là "Hausemaster" được Roisin Kiberd, làm việc trong tạp chí Newsweek mô tả là "một nhân vật "nửa thực nửa hư" được mọi người ca ngợi và giễu cợt". Sau khi nhận được một email từ nhà báo Andrew Paul - Vice, một thành viên quản trị máy chủ này trả lời rằng:
"Không có lý do chính hay ý tưởng lớn nào ở đây, nó (2b2t) được bắt đầu như mọi máy chủ Minecraft thử nghiệm khác được lập ra nào vào cuối năm 2010, là một nơi để tôi và những người bạn tạo ra chơi cùng với nhau... Sau một thời gian, chúng tôi quyết định công khai máy chủ để xem thế giới này có thể bị phá hủy đến đâu và bắt đầu quảng cáo về nó ở nhiều nơi khác nhau trên Internet."
Máy chủ đã được quảng cáo trên các diễn đàn trực tuyến như 4chan, Facepunch Studios và Reddit. Hàng trăm người sau đó đã tham gia máy chủ bởi vì sự tự do hoàn toàn của nó. Các thành viên từ các diễn đàn khác nhau "đột kích" (raid) lẫn nhau và tấn công căn cứ của nhau trong máy chủ. Những người tạo ra máy chủ sau này cũng đã ngừng chơi Minecraft, tuy nhiên máy chủ vẫn ở trạng thái trực tuyến do đã có một lượng người chơi đông đảo. Ngoại trừ việc sửa những lỗi lớn làm ảnh hưởng đến máy chủ, việc quản lí máy chủ thường không được người vận hành quá quan tâm đến.. Tháng 6/2013, dung lượng bộ nhớ của bản đồ thế giới của 2b2t đã lên tới 500 gigabyte. Đến tháng 10/2015, con số này đã tăng lên đến gần 800 gigabyte, việc này làm cho máy chủ tốn đến 90 đô la một tháng để có thể tiếp tục duy trì hoạt động.
Vào ngày 1/6/2016, Một youtuber tên là 'TheCampingRusher' đã đăng tải một video ghi lại việc anh ta chơi trên máy chủ 2b2t, dẫn đến một lượng lớn những người chơi mang tính phong trào (vốn ban đầu là những người theo dõi kênh) tham gia vào máy chủ. Một nhóm những người chơi server lâu năm - có nhiều tài nguyên và kinh nghiệm trong máy chủ -  đã liên minh với nhau để chống lại sự xuất hiện của các "Rusher" - những người chơi phong trào chiếm đa số trong server vào thời điểm hiện tại. Những người chơi dày dặn này ngay sau đó thực hiện nhiều chiến thuật như: Phá khu vực quanh điểm bắt đầu của server và đặt hắc diện thạch xung quanh đó, dùng các công trình đá đỏ gây giật, lag để làm crash server, thậm chí có cả việc đặt những nội dung mang tính tục tĩu quanh khu vực bắt đầu và dọc theo những lối đi, việc này nhằm tạo điều kiện để các video của 'TheCampingRusher' bị xóa bỏ dựa trên Nguyên tắc cộng đồng của YouTube,... tất cả đều được thực hiện nhằm ngăn chặn những người chơi mới tham gia máy chủ. Phản ứng lại, những người chơi mới, chủ yếu là các "Rusher", sau đó đã phá hủy những công trình, kiến trúc lâu đời trong máy chủ để trả đũa, mặc dù việc này đã không được khuyến khích bởi 'TheCampingRusher'.
Để đáp ứng với máy chủ và phần cứng bị tràn, một tính năng mới là hàng đợi đã được thêm vào, tức người chơi sẽ phải "xếp hàng" để truy cập. Trước đó, hàng đợi dành cho những người chơi 2b2t ưu tiên những người chơi đã chơi lâu hơn, mặc dù tính năng này đã bị loại bỏ sau một năm. Hàng đợi thông thường khá chậm và có thời điểm hàng đợi chứa đến hơn một nghìn người chơi, việc này khiến cho việc chờ đợi trong hàng đợi như là một nhiệm vụ khó khăn. Chính vì thể có thêm một tính năng là các hàng đợi ưu tiên. Để được nằm trong một hàng đợi ưu tiên riêng biệt trong một tháng, người chơi phải trả khoảng 20 đô la.
Tính đến tháng 2 năm 2021, theo cộng đồng reddit chính thức của 2b2t (chứa hơn 160.000 thành viên), kích thước tệp bản đồ của máy chủ là hơn 10,3 Terabyte từ hơn 639.000 người chơi đã từng ít nhất một lần tham gia máy chủ.

## Văn hóa
Văn hóa của cộng đồng 2b2t nói riêng và các server Minecraft vô chính phủ nói chung là không mấy thân thiện và khó định hình. Người chơi thường giấu các nguồn tài nguyên và trang bị vũ khí để có thể tồn tại và có thể bị giết vài lần. Điều này càng trầm trọng hơn do máy chủ được đặt ở chế độ "khó" và chế độ PvP được kích hoạt, làm cho việc sống sót trở nên khó khăn hơn đáng kể. Những người chơi lâu năm thường hay có mối thù với những người chơi mới trên máy chủ, những người mà họ gọi là "newfags". Bảng trò chuyện trên toàn máy chủ thường chứa rất nhiều nội dung spam, troll và khích bác (châm chọc), phân biệt chủng tộc, đe dọa giết người và tuyên truyền quốc xã. Các liên kết đến nội dung khiêu dâm và video mang tính jumpscare cũng rất phổ biến. Có những người chơi thường nói dối với mục đích lừa người khác đến các địa điểm trong server, mục đích để troll. Đã có một nguyên tắc "bất thành văn" đặt ra giữa những người chơi trong server này, đó là để sống sót thì đừng bao giờ tin tưởng người khác.
Bẫy được cố tình đặt xung quanh khu vực mà người chơi tham gia máy chủ lần đầu tiên: các hố dung nham, khu vực cháy và cổng Nether dẫn đến các hố dung nham và các khu vực bị lấp kín bởi hắc diện thạch, buộc người chơi phải ngắt kết nối và kết nối lại và chờ đợi thông qua hàng đợi một lần nữa. Một số người chơi tạo ra những chướng ngại vật vô cùng lớn bằng một kĩ thuật trong trò chơi có tên gọi là "lavacast", trong đó nước và dung nham liên tục đổ xuống các bậc thang bằng đá, tạo ra những ngọn núi đá khổng lồ. Đôi khi có những sự kiện được gọi là "cuộc xâm lăng spawn", trong đó hàng chục người chơi cùng nhau xuất hiện nhằm kiểm soát khu vực spawn trong một thời điểm, nhằm xây dựng một căn cứ lớn, giết nhiều người chơi mới hoặc phá hủy các căn cứ khác. Để thoát khỏi khu vực spawn, cần nhiều nỗ lực và thời gian để vượt qua nơi bề mặt bị phá hủy hàng nghìn khối theo bất kỳ các hướng khác nhau. Nguyên nhân phổ biến nhất của cái chết trong server là bị chết đói do không thể thoát khỏi khu vực spawn để tìm thức ăn. Người chơi có thể phải di chuyển khoảng 1.500 khối mà không có thức ăn trước khi chết vì đói. Roisin Kiberd của tạp chí Newsweek suy đoán rằng việc đối mặt thử thách có thể là một phần tạo nên sự hấp dẫn của 2b2t, bởi vì "không ai tồn tại được lâu, nên có một niềm tự hào khi đã chết ở đó."
Những người chơi có kinh nghiệm hơn cư trú cách xa khu vực spawn, một nơi tương đối an toàn để có thể chơi và xây dựng trong server. Bản đồ dần ít bị phá hủy hơn khi tiến xa khỏi nơi bắt đầu, nơi xuất hiện thêm cây cối và động vật. Có những con đường do một số người chơi xây dựng được sử dụng để đi ra khỏi nơi spawn. Máy chủ không đảm bảo về quyền sở hữu tài sản của một username trong trò chơi, bất cứ thứ gì được xây dựng có thể bị phá hủy bất cứ lúc nào nếu có người chơi nào khác tìm thấy. Sự phá hủy này khá phổ biến trên máy chủ đến nỗi Brendan Caldwell của tờ báo Rock, Paper, Shotgun đã từng mô tả nó là "chỉ giống như một dạng thời tiết". Bất chấp văn hóa mang tính thù địch và hủy diệt này, có một sự kiện vào ngày Cá tháng Tư hàng năm, trong đó máy chủ thay đổi sang một bản đồ khác trong một vài ngày và người chơi có thể cùng nhau hợp tác.
Người chơi thường sử dụng các bản hack, là phần mềm được cài vào Minecraft để thay đổi với các khả năng không có trong mặc định của trò chơi, chẳng hạn như tầm nhìn xuyên thấu, cải thiện việc ngắm bắn cung và radar. Những bản hack này giúp đỡ những người chơi trong việc điều khiển môi trường sống và tồn tại.
Máy chủ server này cũng không khuyến khích trẻ em tham gia vì quá nhiều vấn đề xã hội ở đây.

## Tiếp nhận
2b2t được biết đến là máy chủ Minecraft Không Luật Lệ. Cả Robert Guthrie của kênh tin game Kotaku và Andrew Paul của tờ Vice đều gọi đây là "máy chủ là tồi tệ nhất trong Minecraft". Paul mô tả máy chủ là một "thế giới tưởng tượng của rất nhiều khả năng khác nhau và sự kinh dị." Brendan Caldwell của Rock, Paper, Shotgun mô tả 2b2t là "server tục tĩu nhất".  Vào tháng 6 năm 2012, Craig Pearson của PCGamesN đã gọi đây là máy chủ gây khó chịu nhất của Minecraft, ghi nhận sự nhẫn tâm và tục tĩu của 2b2t dưới các dạng ngôn ngữ, hình chữ Vạn ngoặc và cơ sở người chơi mang tính thù địch của nó. Vào năm 2013, một bài báo trên PCGamesN của Jeremy Peel đã công bố dịch vụ lưu trữ máy chủ tích hợp sẵn của Minecraft, có tên gọi là Minecraft Realms và đề cập rằng nó sẽ ngăn trẻ em tránh xa 2b2t, ngụ ý về môi trường chơi game cực kì không an toàn của máy chủ. Năm 2014, Tim Edwards viết một bài báo trên PCGamesN, đề cập đến Microsoft trong việc mua lại Minecraft rằng họ không nên cảm thấy "khó hiểu" về các tác phẩm do người chơi tạo ra, nói rằng "2b2t vẫn là một thành tựu đáng kinh ngạc, dù có hay không có chữ vạn."

Vào năm 2016, trên cả Newsweek và The Independent, Roisin Kiberd đã mô tả 2b2t là một nơi vô cùng ác độc của Minecraft, một nơi chứa cả vẻ đẹp và sự kinh hoàng. Kiberd gọi máy chủ là "địa ngục", nói rằng nó "không an toàn cho tính mạng của bạn", vì máy chủ "không kiềm chế đến những xung động đen tối nhất [của người chơi]." Kiberd kết luận rằng sức hấp dẫn chính của việc chơi trên máy chủ đến từ việc tìm hiểu các khả năng xảy ra của một máy chủ trong một vài khả năng, cũng như việc chịu đựng môi trường thù địch của nó. Kiberd cũng lưu tâm rằng có một cái gọi là "sự tường thuật về lịch sử" ở trong 2b2t, một việc có liên quan đến những người chơi sử dụng YouTube và Reddit để chia sẻ phân tích và bình luận về các sự kiện trong máy chủ. Một bài báo và video trên IGN năm 2013 đã liệt kê khu vực spawn của 2b2t là một trong sáu điều tuyệt vời nhất trong Minecraft, mô tả server này là "trùm cuối" của mọi máy chủ Minecraft, một nơi chào mừng sự hủy diệt và sự trung lập. Bài báo đã lưu ý thiên hướng thường xuyên gặp trong máy chủ 2b2t, đó là sự bắt nạt, việc sử dụng các bản hack và những lời nói tục tĩu do người chơi tạo ra, và tuyên bố rằng những người chơi có bộ mặt cực kì dày nên ghé thăm 2b2t ít nhất một lần.
Sau đó, khi tôi vượt qua một chữ Vạn trôi nổi trong khi nhún vai trước hàng loạt lời lăng mạ ẩn danh gần đây... Tôi nhận ra rằng có lẽ 2b2t không đại diện cho đỉnh cao của sự khéo léo của con người. Nhưng nó vẫn cho chúng ta thấy một khía cạnh khác: sự tập hợp của những suy nghĩ mang tính cộng đồng, định danh ảo của mỗi chúng ta, được trực quan hóa và số hóa mọi lúc. Những thăng trầm trong cuộc đời, những tiếng nói chỉ trích dai dẳng, những suy nghĩ mà chúng ta không muốn chia sẻ — ai lại không cảm nhận được tất cả những điều này đến một thời điểm nào đó? Ở một khía cạnh nào đó, 2b2t là nơi miêu tả con người chính xác hơn những gì tôi nghĩ ban đầu. Cho dù người tạo ra nó có ý định gì khác hay không, trò chơi cho chúng ta thấy hình ảnh của một luồng ý thức mang hình thức dân túy không bị kiềm chế, cái nhìn tổng thể về một phần nhất định của loài người chúng ta. 2b2t cũng giống như bất kỳ tâm trí của con người nào khác: Một chiếc máy bay được mở rộng đến vô tận, chứa đầy những ý tưởng vừa đẹp đẽ lại vừa đáng sợ, với một giọng nói thi thoảng qua trong gió làm bạn cảm thấy mình như một tên ngốc chết tiệt.– The Worst Place in Minecraft, Vice (2015)
Từ ngày 8 tháng 9 năm 2018 đến ngày 24 tháng 2 năm 2019, 2b2t đã được giới thiệu trong triển lãm Videogames: Design/Play/Disrupt của Bảo tàng Victoria và Albert ở Luân Đôn. Triển lãm đã thu hút người chơi về các vấn đề xã hội và đạo đức xung quanh họ. Minecraft được giới thiệu khá nhiều trong phần ba của triển lãm, tập trung vào các trò chơi trong đó người chơi "tự mình trở thành người sáng tạo và thiết kế, thường là một phần của các cộng đồng trực tuyến lớn". 2b2t đại diện cho khía cạnh này của Minecraft, được trưng bày cùng với 15 trò chơi điện tử khác. Máy chủ được mô tả là "rải rác với những tàn tích trong lịch sử của nó... một áng văn cổ của một quang cảnh, nơi được viết đi viết lại bởi những mối thù giữa những người chơi, những vụ hack mang đến những công trình rộng lớn vào trong thế giới và bởi những làn sóng cộng đồng Internet khác nhau đến một cách điên cuồng hoặc cố gắng giải quyết những vấn đề bên trong nó."

## Kết xuất đồ họa

Khu vực hồi sinh (spawn) của 2b2t cuối năm 2017, càng gần khu spawn thì mức độ phá hủy càng tăng.
Khu vực hồi sinh của 2b2t vào tháng 2 năm 2020. So với cuối năm 2017, mức độ tàn phá ở khu spawn đã tăng lên nhiều theo thời gian.
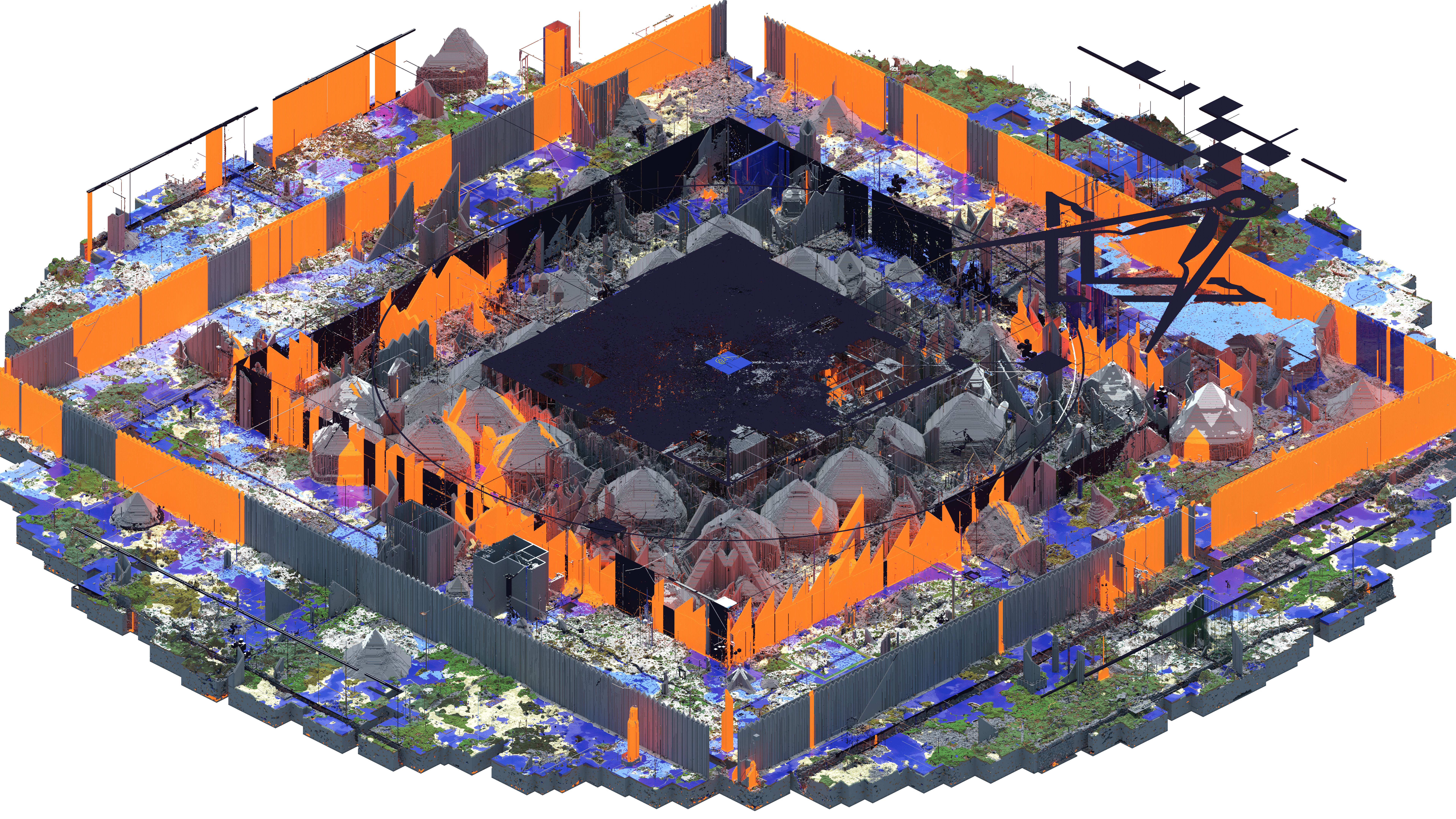
Khu vực hồi sinh của 2b2t vào tháng 6 năm 2019, được chụp theo phép chiếu đẳng cự. Có thể thấy biểu trưng của một số bang hội lớn trong 2b2t được xây bằng hắc diện thạch ở phía trên cùng bên phải, cũng như là sức tàn phá mà các người chơi có thể tạo ra.